# Santo Domingo Armenta (kommun)
Santo Domingo Armenta är en kommun i Mexiko.   Den ligger i delstaten Oaxaca, i den sydöstra delen av landet, 400 km söder om huvudstaden Mexico City.
Följande samhällen finns i Santo Domingo Armenta:
- Santo Domingo Armenta
- Callejón de Rómulo